# Јештетен
Јештетен (њем. Jestetten) општина је у њемачкој савезној држави Баден-Виртемберг. Једно је од 32 општинска средишта округа Валдсхут. Према процјени из 2010. у општини је живјело 5.114 становника. Посједује регионалну шифру (AGS) 8337060.

## Географски и демографски подаци
Јештетен се налази у савезној држави Баден-Виртемберг у округу Валдсхут. Општина се налази на надморској висини од 436 метара. Површина општине износи 20,6 km². У самом мјесту је, према процјени из 2010. године, живјело 5.114 становника. Просјечна густина становништва износи 248 становника/km².